# Michelle Leclerc
Pour les articles homonymes, voir Leclerc.
Michelle Leclerc, née à Sens le 30 avril 1939, décédée le 12 septembre 2006, est une organiste, concertiste et pédagogue française.

## Biographie
Élève de Jean Langlais et de Pierre Cochereau, elle est organiste titulaire de la cathédrale de Sens à partir de 1964, et de l’église évangélique luthérienne des Billettes à Paris de 1977 jusqu'à son décès en 2006.  
Elle est également professeure d'orgue de 1991 à 2000 au conservatoire de Valenciennes, puis de 2000 à 2006 au conservatoire national de musique d'Orléans. 
Elle fonde en 1992 le festival d'orgue de Sens, qui porte depuis 2007 le nom de « Festival Michelle Leclerc ».
De 1961 à 2006, elle donne de nombreux concerts en Europe (essentiellement en France, aux Pays-Bas, et en Belgique).
Michelle Leclerc a composé une dizaine d’œuvres, dont deux Toccatas, un Scherzino, un Cantilène et un Carillon.
Elle a également réalisé six enregistrements dès 1981, dont un disque en hommage à Jean Langlais et une transposition à l'orgue d’œuvres de Mozart.

## Prix et distinctions
En 1970, Michelle Leclerc obtient le diplôme de virtuosité à la Schola Cantorum de Paris en 1970 ainsi que le Grand prix d’interprétation et d’improvisation Charles Tournemire des Amis de l’orgue de Paris.
En 1974, elle est finaliste au concours international d'orgue du Grand Prix de Chartres. 
Elle est nommée chevalière dans l'ordre des Arts et des Lettres le 1er janvier 2005.
Depuis 2012, il existe une rue Michelle Leclerc à Sens.
En 2014, l'organiste Joseph Coppey publie aux éditions Jérôme Do Bentzinger une biographie, Michelle Leclerc, organiste flamboyante.